# Hydrodynamica

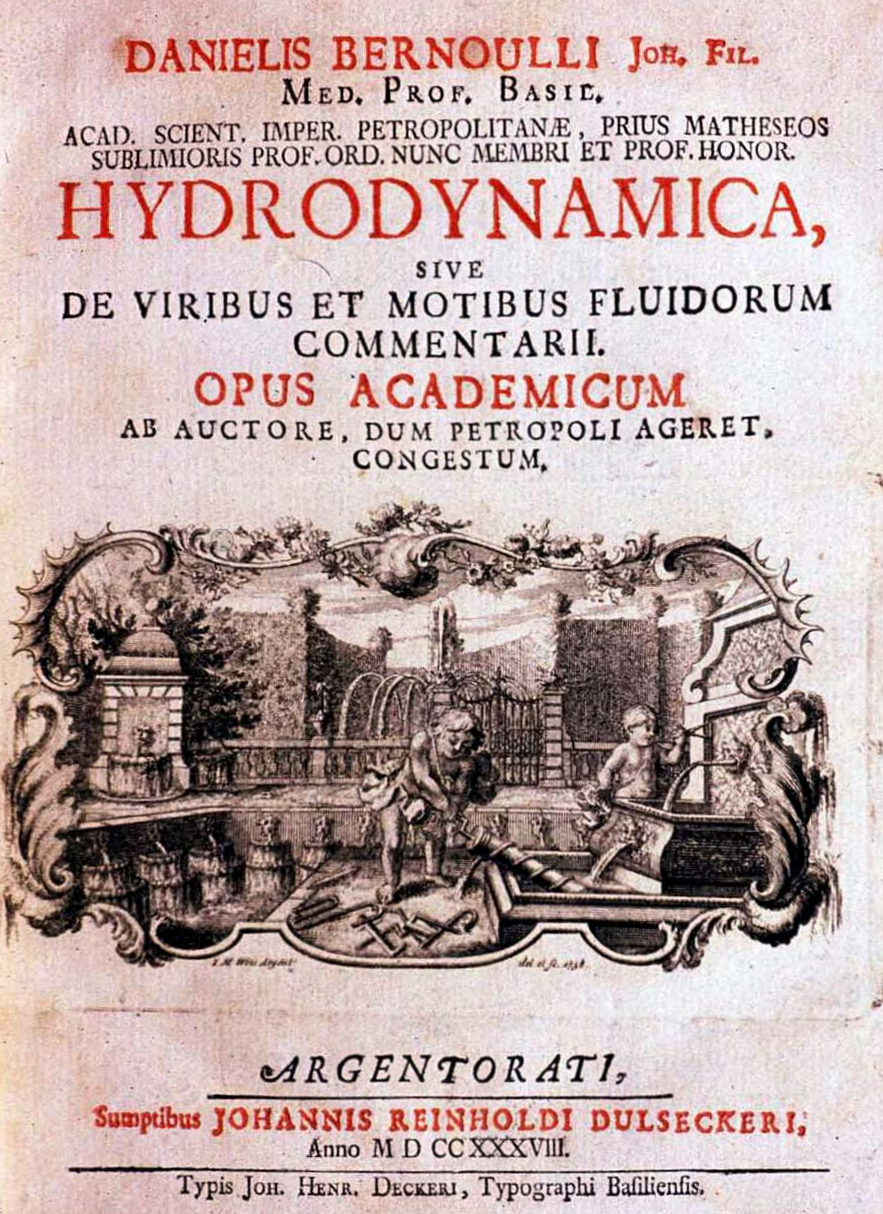
Portada de Hydrodynamica el libro de Daniel Bernoulli de 1738

Hydrodynamica  es un libro publicado por Daniel Bernoulli  en 1738. El título de este libro, finalmente, dio nombre al campo de la mecánica de fluidos hoy conocido como hidrodinámica.
El libro se ocupa de la mecánica de fluidos y se organiza en torno a la idea de la conservación de la energía, a partir de la formulación de este principio hecha por Christiaan Huygens. El libro describe la teoría del agua que fluye a través de un tubo y luego del agua que fluye desde un agujero en un recipiente. Al hacerlo así, Bernoulli logró explicar la naturaleza de la presión hidrodinámica y descubrió el papel que la pérdida de vis viva incidía en el flujo de fluido, lo que más tarde sería conocido como el principio de Bernoulli. En el libro también habla de las máquinas hidráulicas e introduce la noción de trabajo y de eficiencia de una máquina.
En el capítulo décimo, Bernoulli examinó el primer modelo de la teoría cinética de los gases. Asumiendo que el calor incrementa la velocidad de las partículas de gas, demostró que la presión de aire es proporcional a la energía cinética de las partículas de gas, con lo que la temperatura de gas es también proporcional a esta energía cinética.